# 岩燕

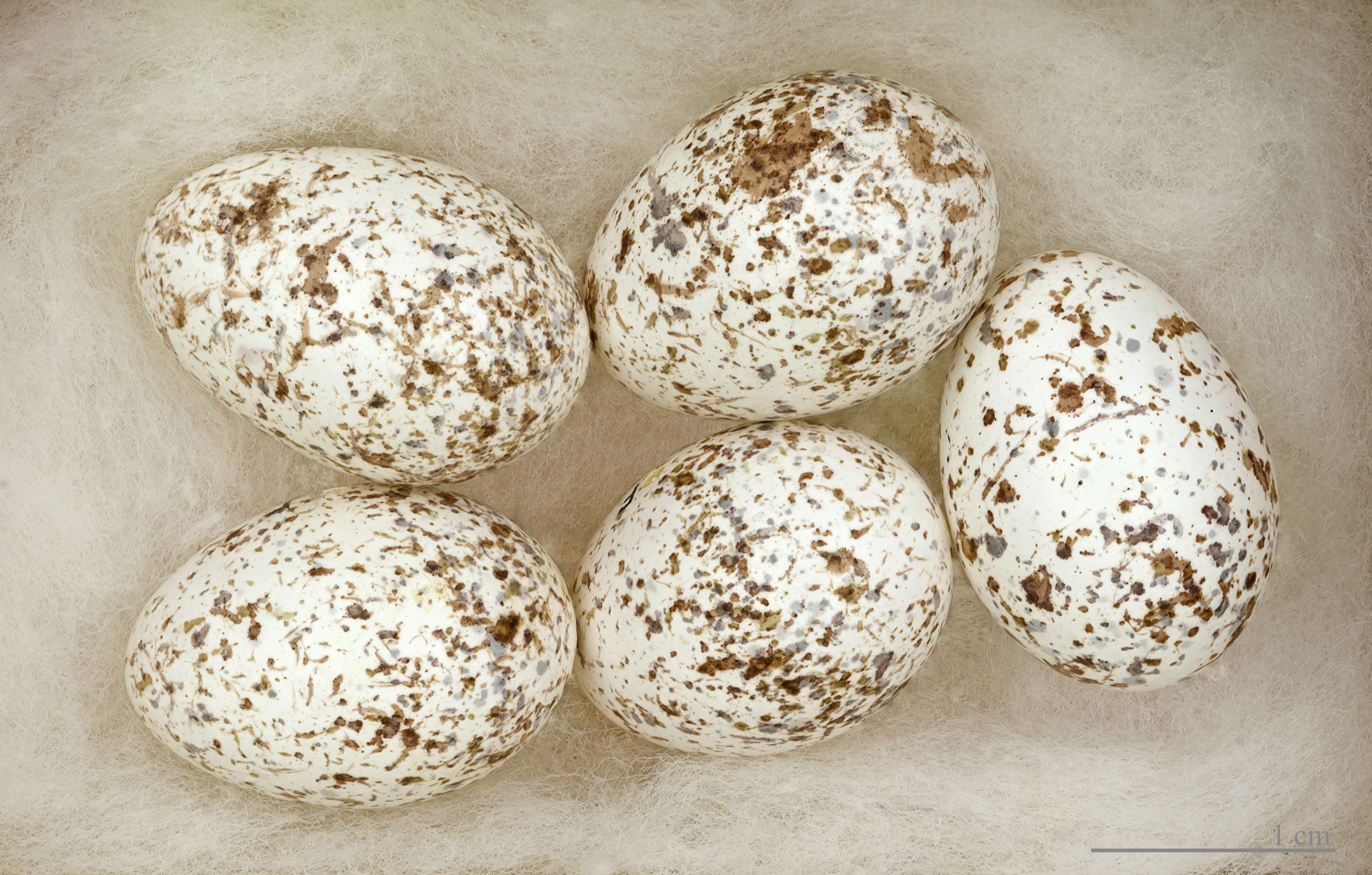
Ptyonoprogne rupestris

岩燕（Ptyonoprogne rupestris），一種生活在山地的小型燕科鳥類。

## 生态环境
海拔1500-5000米的高山峡谷，喜在湖、鱼池、沼泽、水库、江河等的水面迥翔。

## 分布地域
岩燕分布在南欧和南亚的广大地区，冬天会迁往北非和印度等地，在中国，它们的分布地区西起新疆、青海、甘肃、宁夏、内蒙古、四川、西藏、云南、东抵山西、河北和辽宁。

## 特征
体长14-15厘米，上身褐色，下身暗黑色。

## 食物
主要以昆虫为食。

## 繁殖
每次产3-5卵。